# Jericho (personaggio)
Jericho, il cui vero nome è Joseph William Wilson, è un personaggio dei fumetti della DC Comics, creato da Marv Wolfman e George Pérez.

## Storia editoriale
Jericho compare per la prima volta in Tales of the Teen Titans n. 43, pubblicato nel giugno 1984, nel contesto del rilancio dei Giovani Titani promosso dalla collaborazione tra Marv Wolfman e George Pérez. Il personaggio, i cui tratti distintivi derivano dal contributo di entrambi gli autori, fu concepito per ampliare il gruppo e distinguerlo ulteriormente dalla Justice League, introducendo membri con poteri e personalità originali.

## Biografia del personaggio

### Infanzia e adolescenza
Secondogenito di Adeline Kane e Slade Wilson, Joseph è un ragazzo prodigio nel campo musicale, con particolare talento per il canto. La sua infanzia serena si interrompe bruscamente quando viene rapito dallo Sciacallo, un terrorista assoldato dal presidente del Quarac per regolare un contenzioso con suo padre. A seguito del rifiuto di Slade di collaborare con i sequestratori, lo Sciacallo recide le corde vocali di Joseph, rendendolo muto. Sconvolta dall'accaduto e dalla scoperta della doppia vita del marito come mercenario sotto l'identità di Deathstroke il Terminatore, Adeline chiede immediatamente il divorzio e, in preda alla rabbia, tenta di ucciderlo sparandogli un colpo di pistola al volto. Slade sopravvive, ma perde l’uso dell’occhio destro.
Il suo potere metaumano — la capacità di controllare la volontà altrui semplicemente stabilendo un contatto visivo diretto — si manifesta soltanto nell’adolescenza. Questa abilità è una conseguenza indiretta degli esperimenti a cui suo padre si era sottoposto in gioventù. Il potere emerge per la prima volta quando Joseph riesce a fermare un sicario intenzionato a uccidere sua madre.

### Ingresso nei Teen Titans
Dopo aver scoperto che Deathstroke ha firmato un contratto per eliminare i Giovani Titani, Adeline e Joseph si mettono in contatto con Nightwing e gli offrono il loro aiuto per salvare i Titans catturati da Slade. Joseph adotta il nome in codice Jericho e contribuisce con successo alla riuscita della missione. Questo gesto gli consente di entrare a far parte dei Teen Titans, nonostante lo scetticismo iniziale di alcuni membri, ancora scossi dal recente tradimento di Terra. Con il tempo, Jericho si dimostra un ragazzo leale e sensibile, riuscendo a stringere forti legami di amicizia e intraprendendo relazioni sentimentali con alcune colleghe, tra cui Raven e Kole.

### The Judas Contract
Sfortunatamente, gli Spiriti di Azarath, ormai corrotti dall’influenza del demone Trigon, scelgono proprio Joseph come loro ricettacolo, sfruttandolo per raggiungere e soggiogare gli altri Titani. Nonostante i nuovi poteri conferitigli dagli Spiriti, Jericho viene messo alle strette da Nightwing e Donna Troy, alleatisi temporaneamente con Deathstroke per fermarlo. In un momento di lucidità, Joseph — che aveva riacquistato la capacità di parlare grazie alla rigenerazione delle corde vocali operata dagli Spiriti — implora il padre di porre fine alla sua vita. Slade, seppur con riluttanza, accetta la richiesta per risparmiargli ulteriori sofferenze.

### Ritorno alla vita
Anni dopo, si scopre che lo spirito di Joseph era entrato nel corpo di Slade Wilson subito dopo il colpo fatale che lo aveva liberato dal controllo degli Spiriti di Azarath, rimanendo però in uno stato latente. Il trauma per la morte in battaglia della sua amica e collega Donna Troy risveglia la sua coscienza, permettendogli di prendere temporaneamente il controllo del corpo del padre. Sebbene mentalmente instabile, Joseph cerca di convincere i Teen Titans a sciogliere il gruppo e a condurre vite normali, nel tentativo di risparmiar loro lo stesso destino tragico che ha colpito lui e Donna.
In seguito, perdendo nuovamente il controllo, Joseph uccide Wintergreen, uno degli amici più fidati di suo padre, e ferisce al ginocchio Impulso con un colpo di pistola. Durante lo scontro che ne segue, salta da un corpo all’altro nel tentativo di sfuggire alla cattura, finché Raven non riesce ad assorbirlo. Successivamente, Cyborg trasferisce la sua coscienza all’interno del sistema informatico della Titans Tower.
Durante gli eventi di Un anno dopo, Raven riesce a riportare in vita Joseph tramite un rituale appreso da Brother Blood, restituendogli un corpo nuovo privo delle ferite alle corde vocali subite durante l'infanzia. Riunitosi all’ultima formazione dei Giovani Titani, Joseph riprende l’identità di Jericho e coglie l’occasione per costruire un legame con la sorellastra Rose Wilson, alias la nuova Ravager. In seguito, perde nuovamente il controllo di sé nel tentativo di fermare Superboy Prime, venendo internato nei Laboratori S.T.A.R.. Riesce però a evadere, e durante le elezioni presidenziali statunitensi del 2008 provoca un grave incidente prendendo possesso del corpo di Lanterna Verde per attaccare la Justice League. Tuttavia, il piano fallisce grazie alla forza di volontà di Hal, che riesce a spezzare il controllo mentale esercitato da Jericho.
Nel frattempo, Joseph inizia a esplorare la propria mente e scopre di essere affetto da una forma di disturbo dissociativo dell'identità, sviluppata a causa del continuo trasferirsi da un corpo all'altro durante il periodo in cui era incorporeo. Per tutelare la sua salute mentale, la Justice League decide di rinchiuderlo nuovamente nei Laboratori S.T.A.R.. Spinto dal desiderio di aiuto e comprensione, Joseph cerca allora rifugio presso i Giovani Titani, ma viene immediatamente braccato dagli agenti della JLA. Durante il conflitto che ne segue tra i membri della Lega e dei Titans, la capacità di Jericho di possedere altri corpi si rivela fallimentare quando tenta invano di assumere il controllo di Superman, risultando incapace di sopraffare la volontà dell'Uomo d'Acciaio.
Al termine della lotta, Jericho ritorna in sé e riesce a sfuggire alla cattura dileguandosi immediatamente.

### Deathtrap
Jericho torna alla carica sfruttando il proprio nuovo occhio bionico per prendere il controllo di Cyborg e utilizzare i sistemi di difesa della Titans Tower contro i suoi ex compagni. Tuttavia, l’intervento tempestivo di Static disattiva l’elettricità, annullando l’attacco.
Privato del controllo su Cyborg, Joseph viene facilmente arrestato e incarcerato. In prigione, il nuovo Vigilante gli estirpa gli occhi nel tentativo di eliminare definitivamente la minaccia che rappresenta, trattenendosi però dall’ucciderlo a causa di una promessa fatta alla sorellastra Rose Wilson. Il trauma subito riporta Joseph a uno stato di lucidità, ma lo lascia vulnerabile e in balia delle molteplici personalità presenti nella sua mente.

### La notte più profonda
Durante gli eventi de La notte più profonda, Joseph viene visto difendere Rose Wilson dagli attacchi dei non-morti Wintergreen, Adeline Kane, Wade Defarge e Grant Wilson, il primo Ravager nonché suo fratello maggiore.
Joseph spiega a Rose che, grazie agli Spiriti di Azarath, è in grado di rigenerare le parti perdute del proprio corpo. Successivamente utilizza i suoi poteri per manipolare le lanterne nere di Nekron inviate contro di lui, inducendole a distruggersi a vicenda. In seguito si riconcilia con Slade Wilson, affermando che suo padre sarebbe l’unico in grado di ucciderlo qualora dovesse perdere nuovamente il controllo.

### Brightest Day
Deathstroke ingaggia il dottor Sivana e Doctor Impossible per creare un'invenzione diabolica chiamata Methuselah Device, un dispositivo dotato di un fattore di cura avanzato, con l'obiettivo di salvare Jericho, gravemente malato di lebbra. Una volta inserito all'interno della macchina, il dispositivo viene attivato, ripristinando il corpo di Jericho. In cambio, Deathstroke offre le sue abilità ai Titans, promettendo di riportare in vita i loro cari defunti come pagamento per i loro servigi. Alcuni membri accettano, mentre altri rifiutano, portando a uno scontro tra le due fazioni. Deathstroke si allontana con suo figlio, ma Jericho, disgustato dalle azioni del padre per ottenere la sua guarigione, lo possiede mentalmente con l'intento di distruggere prima il Methuselah Device e poi entrambi. Durante la battaglia contro il dispositivo, viene liberata la sua fonte energetica, un metahumano chiamato DJ Molecule. Quest’ultimo fa esplodere Deathstroke, scagliando Jericho fuori dal suo corpo; successivamente Jericho viene ferito mortalmente da Cheshire. Quando Cinder si sacrifica per distruggere il Methuselah Device, Jericho viene giustiziato da Arsenal. Successivamente, Arsenal e Jericho decidono di formare una nuova squadra di Titans per ripristinare l’eredità compromessa da Deathstroke.

### The New 52
In The New 52 (il reboot dell’universo DC Comics del 2011) sono state introdotte due versioni di Jericho. A differenza delle incarnazioni precedenti, questa versione di Jericho non è muta e comunica liberamente con la propria voce.
La prima versione compare come antagonista nella serie Deathstroke vol. 2, scritta da Rob Liefeld. Si credeva che lui e sua madre fossero morti quando i nordcoreani attaccarono la loro casa. Slade Wilson (ora noto come Deathstroke) aveva accumulato numerosi nemici in tutto il mondo, esponendo ripetutamente la sua famiglia a pericoli. In seguito all’esposizione al fattore genico, Jericho acquisisce i propri poteri. Ormai uomo sulla ventina, egli pianifica di distruggere la vita che suo padre ha costruito, insieme al supporto della madre e del fratello. Tuttavia, si scopre che Jericho ha preso il controllo mentale di madre e fratello, costringendoli a odiare Deathstroke. Apparentemente, Joseph e suo fratello vengono uccisi, ma una scena successiva mostra un uomo con occhi verdi luminosi, suggerendo che Jericho abbia posseduto un altro corpo per salvarsi e fuggire.
La seconda versione di Jericho appare in Deathstroke vol. 3, che cancella dalla continuità il volume precedente, presentando nuovamente Joseph come un eroe pacifico e riflessivo. A causa dei suoi poteri straordinari, Gerico viene catturato dal nonno, Charles Wilson, noto come Odisseo, il quale intende sottrarre i poteri metaumani di Joseph per diventare praticamente invincibile e sperimentare su di lui, risvegliando nuovi poteri psichici. Gerico viene infine liberato da suo padre e da sua sorella Rose Wilson, ma l’esperienza lo lascia con difficoltà nel controllo dei suoi poteri, inducendolo a cercare solitudine per sfuggire a Ulisse. Successivamente, a Gotham, incontra Rose, che tenta di trovare qualcuno in grado di aiutarlo a padroneggiare i nuovi poteri; tuttavia, la situazione precipita con l’arrivo di Ulisse, che rivendica la custodia di Gerico. Grazie all’intervento di Deathstroke, Jericho riesce a fuggire di nuovo e a isolarsi.Tempo dopo, Gerico si rivolge a Ra's al Ghul per cercare rifugio e migliorare il controllo delle sue capacità psichiche. Insieme a Ra's al Ghul, fa ritorno davanti a suo padre e a sua sorella per proteggerli dai nemici di Slade, facenti parte del Consiglio Nova, un’organizzazione anti-metaumana che si propone di eliminare criminali e individui che sfruttano i propri poteri per profitto. Settimane dopo, Gerico e la sua famiglia lanciano un attacco preventivo contro i nemici di Deathstroke; durante lo scontro, Rose viene soggiogata mentalmente da Lawman e Jericho è costretto a scatenare un’esplosione psichica per spezzare il controllo, ferendo però la mente della sorella nel processo. Quando Ra's al Ghul offre di curare Rose con uno speciale Elisir di lunga vita in cambio della fedeltà di Deathstroke alla League of Assassins, Slade accetta. Ra's al Ghul ordina a Jericho di immergersi nel subconscio di Rose per svegliarla dal coma. Dopo il recupero, Jericho e Rose ammettono, seppur riluttanti, di essersi uniti alla Lega degli Assassini per obblighi contrattuali nei confronti di Ra's al Ghul e per garantire a Rose l’accesso all’elisir, che dovrà assumere quotidianamente per sopravvivere.Durante un successivo attacco a Danger Island, Jericho utilizza i suoi poteri in modo non violento, proteggendo la sua famiglia con uno scudo energetico e bloccando telepaticamente i movimenti dei nemici. Quando Deathstroke disobbedisce a Ra's al Ghul, opponendosi all’ingresso del Consiglio Nova nella Lega e uccidendo l’ex alleato Victor Ruiz, ne nasce uno scontro tra i due uomini.Jericho interviene, minacciando Ra's al Ghul di fermarsi o di subire un’esplosione psichica letale. Leggendo la mente di Ra's, Jericho scopre che l’“elisir” somministrato a Rose non è altro che uno stimolante, e che Ra's non ha mai realmente salvato la vita della ragazza. Per questo, Jericho rescinde il giuramento alla Lega degli Assassini.na volta liberati da Ra's al Ghul, Jericho e Rose salutano affettuosamente il padre, che decide di allontanarsi per garantire la loro sicurezza e si allontana dall’isola.

### DC Rebirth
Gerico riappare dopo il rilancio di DC Rebirth, tornando a essere muto con l’origine originale in gran parte restaurata, sebbene con alcune modifiche e una personalità più spigolosa. In questa versione, Gerico è anche bisessuale.
Contrariamente all’infanzia serena descritta nei fumetti originali, la vita familiare di Gerico è segnata da tensioni fin dall’adolescenza, a causa dei continui litigi tra i genitori provocati dalle frequenti assenze di Slade Wilson dovute alle sue presunte missioni governative. Dopo che Jericho viene rapito da Jackal e ferito alla gola, una furiosa Adeline Kane spara a Deathstroke, accecandolo a un occhio, in seguito alle sue menzogne, all’infedeltà che ha portato alla nascita della figlia illegittima Rose Wilson e alle drammatiche conseguenze subite da Gerico.
Da giovane, Gerico lavorava come vicepresidente esecutivo in un’azienda tecnologica di proprietà di sua madre a Los Angeles ed era fidanzato con il suo interprete, Etienne. Pur essendo muto e utilizzando ancora la ASL, Jericho si avvale di una tecnologia speciale chiamata microfono subvocale, che permette al telefono Bluetooth di una persona di sincronizzarsi con il suo microfono interno, consentendogli di vocalizzare i propri pensieri attraverso una voce computerizzata. Dopo la visita di Rose Wilson, Gerico incontra segretamente il dottor David Isherwood, ex compagno di suo padre, supereroe e suo ex amante. Gerico gli confida il suo imminente matrimonio, ma Isherwood disapprova la scelta a causa della sessualità di Jericho, dubitando della genuinità del suo amore per Etienne, e minaccia di impedirgli il matrimonio. Irritato dall’ingerenza, Jericho usa i propri poteri per possedere il corpo di Isherwood, disattivando il suo super-costume Ikon, che gli consente di volare, facendolo precipitare da un alto edificio.Dopo quella che sembra la morte del dottor Isherwood, Jericho assume i doveri di supereroe e utilizza l’armatura Ikon per assisterlo nelle sue azioni, basandosi sulle istruzioni precedentemente impartite da Isherwood riguardo alle capacità del costume e al suo utilizzo. Durante una missione per aiutare Superman a catturare suo padre nel corso di un’operazione governativa, Rose Wilson scopre che Etienne è in realtà un membro segreto di HIVE, anche se non è chiaro se deciderà di informare Jericho del tradimento.
Pur continuando i suoi nuovi doveri di supereroe — di cui Etienne è a conoscenza — Jericho inizia a prendere delle pillole per alleviare frequenti emicranie causate dal senso di colpa per la caduta del dottor Isherwood. Successivamente, Gerico incontra il medico personale di suo padre, il dottor Arthur Villain, che lo sta cercando. Jericho spiega che suo padre è momentaneamente "impegnato". Interessato alle sue emicranie, Jericho si sottopone a una visita dal dottor Villain, il quale gli fornisce spiegazioni dettagliate sul funzionamento dei suoi poteri e di quelli della sua famiglia. Il medico afferma che Jericho è perfettamente sano dal punto di vista fisico e che i suoi problemi sono di natura emotiva, ma Jericho nega che qualcosa di traumatico gli sia accaduto, allontanandosi. Mentre Jericho dorme, Deathstroke, recentemente evaso di prigione, gli fa visita per controllare suo figlio, ma se ne va prima che Jericho possa svegliarsi. Quella mattina, Jericho ha allucinazioni riguardo a Isherwood, segno che le emicranie stanno peggiorando, e ciò gli provoca la caduta della porta a vetri della doccia. Pur nascondendo il motivo delle sue emicranie a Etienne, Jericho anticipa frettolosamente la data del matrimonio, proposta che lei accetta.
Qualche tempo dopo, Jericho riceve una chiamata da Deathstroke, che si trova nel bel mezzo di una lotta con Raptor e Red Lion, per mettersi in contatto con Isherwood (l’inventore dei semi di Ikon) e ottenere il suo aiuto per disattivare la tuta Ikon di Raptor. Tuttavia, Jericho mente sulla posizione di Isherwood. Deathstroke ordina a suo figlio di trovarlo e di contattare anche Adeline, cosa che Jericho fa.
Ancora tormentato dal senso di colpa, Jericho visita Isherwood in ospedale: questi è vivo, nonostante Jericho lo abbia fatto cadere dall’edificio, ma è gravemente ferito e sembra in stato comatoso. Jericho si scusa con Isherwood per le sue condizioni attuali e gli confessa che gli importa ancora di lui. In un flashback risalente a sei anni prima, si scopre che Isherwood ha progettato il costume antiproiettile di Jericho, quando questi iniziava la sua carriera da giovane eroe, e che è stato lui a dargli il nome in codice "Jericho". Mentre il senso di colpa spinge Jericho a farsi del male, ignora che Etienne sta avendo una relazione segreta con suo padre, che intuisce che Etienne sta spiando Deathstroke tramite Jericho. Deathstroke non sa per chi lavori Etienne, ma gli ordina di lasciar perdere Jericho. Nonostante dichiari di amare suo figlio e la sua relazione clandestina, Deathstroke avverte Etienne che la ucciderà se tradirà Jericho. Dopo che Rose ha una visione violenta di Jericho, chiama suo fratello per controllarlo e scopre con disapprovazione che Jericho ha programmato un matrimonio anticipato con Etienne. Rose condivide la sua teoria secondo cui Etienne lavora per Adeline per arrivare a Slade, ma Jericho ribatte che qualunque cosa stiano facendo i genitori, riguarda solo loro. Durante la visita a Isherwood, Jericho nota che il monitor vitale si attiva e ordina all’infermiera di preparare il trasferimento di Isherwood nel New Jersey. Jericho porta Isherwood dal dottor Villain, che dichiara Isherwood morto, ma rassicura un Jericho devastato dicendo che ci sono altre "possibilità" per salvarlo. Mentre il dottor Villain cerca di rianimare Isherwood, Jericho attende nella sala d’aspetto, dove gli viene consigliato di rivolgersi a un terapeuta o a qualcuno di fiducia con cui parlare. Nel frattempo, Etienne riceve un richiamo dal suo superiore, che lo rimprovera per aver compromesso la missione avvicinandosi troppo a Jericho, e riceve una telefonata da Rose, che sta viaggiando per vedere suo fratello e impedirgli di agire in base alla visione che ha avuto. Quando Jericho torna a casa, Isherwood torna in vita (grazie a un virus sintetizzato a partire dal DNA di Jericho e Deathstroke) e lo chiama al telefono. Tuttavia, avendo lasciato il telefono in ufficio, la chiamata viene risposta da Etienne, che scopre la relazione tra Jericho e Isherwood e decide di tradirlo. Dopo aver trovato il suo appartamento a soqquadro e aver visto Etienne piangere, Jericho cerca di spiegarsi, dicendo che è stato insieme a Isherwood per alcuni mesi. Etienne lo interrompe, con malizia, dicendogli che sta vedendo Deathstroke alle sue spalle, lasciandolo confuso.
Viene rivelato che Etienne lavora per Amanda Waller e per il governo nazionale, anche se continua a progettare di sposare Jericho e rifiuta di lasciarlo. Durante una telefonata, Deathstroke affronta Amanda, minacciando di uccidere Etienne se non smetterà di usare suo figlio come pedina. Amanda risponde minacciando di inviare la Suicide Squad contro di lui. La mattina del giorno del matrimonio, Jericho trova Etienne morta nel loro appartamento e, sconvolto, crede che sia stato suo padre a ucciderla. Accecato dalla rabbia, Jericho indossa la sua tuta Ikon e si reca in chiesa per affrontare Deathstroke, cercando di ucciderlo davanti alla famiglia, lasciando tutti scioccati. Nonostante venga aggredito, Deathstroke si rifiuta di combattere contro suo figlio, cercando di spiegare la verità: Etienne era una spia del governo incaricata di sorvegliarlo, ma lo amava davvero. Jericho, pur riconoscendo la veridicità delle parole del padre, è sopraffatto dalla rabbia e continua l’attacco, fermandosi solo quando, nella confusione, ferisce involontariamente sua sorella Rose. In seguito a questi eventi traumatici, Jericho viene ricoverato in una struttura di riabilitazione per affrontare i suoi disturbi emotivi e psicologici. Una volta dimesso, riceve la visita di Wally West, che ha appena recuperato la supervelocità che Deathstroke gli aveva rubato, con l’intento di tornare indietro nel tempo e salvare suo fratello Grant. Wally chiede a Jericho di parlargli di suo padre per capire come fermarlo. Jericho accetta, raccontandogli della propria difficile infanzia e si unisce a lui, indossando la tuta Ikon per aiutarlo nella missione. Insieme pianificano di incontrare entrambe le squadre dei Teen Titans e dei Titans a Hatton Corners, il luogo in cui è morto Grant. Prima della partenza, Jericho confida a Wally di non incolpare i Titani per la morte del fratello, sapendo che non è stata colpa loro, e ammette quanto lotti ogni giorno per non diventare come suo padre. Dopo essersi presentato alle due squadre, rivelando la propria identità di figlio di Deathstroke, Jericho collabora con loro per aprire un varco temporale e inseguire Deathstroke nella Speed Force. Quando riescono temporaneamente a privarlo della supervelocità, Jericho tenta di convincerlo a non alterare il continuum temporale, ma viene ignorato: Deathstroke si getta di nuovo nella Speed Force. Combinando i poteri di Omen e Raven con i suoi, Jericho contribuisce a far entrare la maggior parte delle due squadre nella mente di Wally, così da poterlo recuperare una volta che Deathstroke si sarà fermato. Quando infine Wally riesce a portare fuori Deathstroke dalla Speed Force, Jericho lo ascolta proclamarsi un assassino, segnato dall’esperienza vissuta nel flusso temporale. In seguito, Jericho torna a casa e partecipa a un gruppo di supporto per affrontare la dipendenza dalle pillole e per elaborare i sensi di colpa legati agli errori commessi, tra cui il ferimento di sua sorella Rose, alla quale ha quasi fratturato il cranio, rischiando di ucciderla. Dopo l’incontro, Deathstroke si presenta per portarlo via in aereo, dicendo al figlio di essere cambiato, anche se non ha potuto cambiare il passato. Quando Isherwood telefona a Deathstroke per parlare con Jericho, rassicura il ragazzo dicendogli che non è arrabbiato con lui, che ha ascoltato le sue parole durante il coma, e gli porge le condoglianze per la morte di Étienne. Più tardi, Jericho viene condotto in una base insieme a Rose, sua madre Adeline, Wintergreen e Tanya Spears. In qualità di responsabile governativa del Project Defiance, Adeline intendeva inizialmente che fosse Jericho a guidare la nuova task force. Tuttavia, Deathstroke assume il controllo operativo del gruppo, occupandosi anche del reclutamento, incluso l’arruolamento di Kid Flash. Nel frattempo, Jericho continua a indagare sull’assassinio di Étienne e confida a Rose che il vero motivo per cui ha accettato di unirsi alla squadra è scoprire la verità sulla sua morte e tenere sotto controllo suo padre. Successivamente, Jericho e il team Defiance affrontano la loro prima missione. Durante un'operazione per salvare degli ostaggi da un dittatore nelle Chetland, sono costretti a combattere contro i droni Radiant Men controllati da Doctor Light, senza l’assistenza di Deathstroke, impegnato in un colloquio privato con lo stesso Doctor Light. Nonostante le difficoltà iniziali, Jericho prende il comando e guida con successo la squadra contro i droni. Tuttavia, Deathstroke disattiva da remoto il trasmettitore subvocale di Jericho e il canale di comunicazione del team, rendendo l’operazione un “allenamento” ancora più arduo. Il gruppo rischia di essere sopraffatto, ma viene salvato dall’intervento di una Terra risorta, che libera gli ostaggi. Poco dopo, Deathstroke si ricongiunge alla squadra e ordina il rientro. In seguito, Jericho affronta sua madre esprimendo frustrazione: è ferito dal suo rancore verso Deathstroke, ritiene ingiustificato il suo odio verso Rose e la interroga sul coinvolgimento nella morte di Étienne. Adeline nega qualsiasi responsabilità nella morte di Étienne, ma respinge il resto delle accuse, portando Jericho a decidere di non permetterle di essere corrotta da Deathstroke e di aiutarla a tornare la madre che conosceva. Durante una successiva sessione di gruppo con il team, la registrazione effettuata da Kid Flash rivela che Jericho sta superando la perdita di Étienne e ha iniziato una nuova relazione con un ragazzo di nome Terrance.
Dopo il rapimento di Deathstroke da parte della Secret Society of Super Villains, Jericho trova una nota lasciata da The Riddler e la mostra al resto della squadra. Quattro giorni dopo, Jericho e Rose tentano di riunire il gruppo per cercare il padre, ma Adeline annuncia che è stata assegnata loro una nuova missione — missione che, ironicamente, li conduce proprio nel luogo dove la Society ha preso Deathstroke. Dopo aver individuato un magazzino danneggiato e ascoltato alcune delle deduzioni investigative di Terra, Jericho capisce che una versione mostruosa di Isherwood è responsabile del rapimento del padre. Decide così di disobbedire agli ordini di sua madre e parte da solo alla loro ricerca. Giunto in una chiesa abbandonata in Canada, Jericho trova Deathstroke solo. Qui, il padre gli rivela la natura della sua passata relazione con Isherwood. Mentre discutono della possibilità che Deathstroke possa cambiare, Jericho tenta di disattivare il trasmettitore neurale impiantato nella spina dorsale del padre. Tuttavia, l’operazione ha un esito disastroso: il dispositivo va in cortocircuito e distrugge la sua armatura Ikon. A seguito di una caduta da una panca di legno della chiesa, Jericho si rompe alcune costole. Padre e figlio fanno quindi ritorno alla base di Defiance per riprendersi. Tuttavia, la squadra comincia a sfaldarsi: i membri iniziano a scoprire le bugie di Deathstroke e a confrontarsi con i rispettivi problemi personali. Dopo un litigio con Tanya, Jericho esprime il desiderio di abbandonare la squadra, frustrato dalla mancanza di progressi nella ricerca della verità sulla morte di Étienne. In seguito, Jericho interviene per salvare Deathstroke e Terra durante una missione, ma la frattura interna del team peggiora ulteriormente quando Kid Flash accusa Deathstroke di aver spinto Tanya al suicidio. Ignaro alla squadra ancora in lutto, lo stato incorporeo di Tanya si sta in realtà muovendo tra dimensioni per cercare di salvare Power Girl. Intanto, Jericho torna alla sua vita quotidiana e continua la sua relazione con Terrance, riflettendo sulle tragedie recenti che ha vissuto.
Una notte, Rose fa visita a Jericho e gli confessa di aver ucciso Etienne mentre era sotto il controllo di un'entità chiamata "Willow", provocando in lui grande confusione. La loro conversazione viene interrotta da un'esplosione nei pressi di Chinatown, dove scoprono che Deathstroke è impegnato in uno scontro contro Isherwood, Kong Kenan e una versione furiosa di Terra. Mentre Jericho cerca di intervenire per fermare la battaglia, Isherwood approfitta della situazione per sconfiggere Deathstroke e farlo internare all'Arkham Asylum. Successivamente, Jericho viene a conoscenza del colpo finale inferto a suo padre e delle macchinazioni di sua madre, Adeline Kane, volte a mettere Batman contro di lui. Sconvolto, Jericho affronta Adeline e la rimprovera per le sue azioni, ma lei lo interrompe bruscamente.

## Poteri e abilità
Jericho è in grado di possedere un'altra persona stabilendo un contatto visivo diretto con essa; in questo modo, il suo corpo diventa incorporeo e può entrare nel soggetto. Durante la possessione, Jericho acquisisce l'accesso a tutti i poteri dell'ospite — fisici, mentali e magici — ed è in grado di attingere anche ai suoi ricordi. Le persone possedute rimangono coscienti e possono parlare, ma non hanno alcun controllo sulle azioni dei propri corpi finché il controllo rimane nelle mani di Jericho. Nel caso in cui il soggetto sia incosciente o addormentato, Jericho può parlare con la propria voce, pur mantenendo l'accento o eventuali impedimenti linguistici dell'ospite, e limitandosi all'uso del vocabolario conosciuto da quest'ultimo. Per segnalare ai propri alleati di essere alla guida di un corpo posseduto, utilizza talvolta la lettera "J" dell'alfabeto manuale americano, come abbreviazione del proprio nome. Quando la mente dell'ospite riprende conoscenza, la persona riacquista la piena consapevolezza e la capacità di esprimersi autonomamente.
Il potere di Jericho risulta più efficace su corpi umani o meta-umani. In un'occasione è riuscito temporaneamente a prendere il controllo di Superman, ma non è stato in grado di mantenere il dominio sulla mente del kryptoniano a lungo. La sua abilità si basa sul contatto visivo diretto con esseri viventi: se Jericho è accecato o tenta di possedere una creatura non organica o artificiale, il potere fallisce. Durante un'esercitazione, è stato ingannato dal suo compagno di squadra Cyborg, il quale ha chiuso il suo occhio naturale, impedendo a Jericho di stabilire un contatto visivo valido, poiché l’occhio artificiale non era inizialmente compatibile con la sua abilità. In seguito, tuttavia, Jericho ha superato questa limitazione, riuscendo a esercitare il controllo anche attraverso l’occhio cibernetico di Cyborg. Jericho ha inoltre dimostrato la capacità di rigenerare i propri occhi dopo che gli erano stati estirpati. Sebbene ciò abbia comportato una visione ancora parzialmente compromessa, ha segnato il ritorno della sua abilità di possessione al pieno potenziale.
Nonostante la sua natura pacifista e la repulsione per la violenza fisica, Jericho è un abile combattente corpo a corpo, tanto da riuscire a tenere testa perfino a suo padre, Deathstroke.
Durante un periodo in cui fu posseduto dagli spiriti di Azarath, sviluppò un'anima di grande potenza e acquisì anche un'abilità rigenerativa, che gli conferiva capacità di guarigione.

### The New 52
In The New 52, oltre ai suoi poteri di possesso, Jericho sviluppa una serie di abilità psichiche, tra cui la capacità di controllare telepaticamente suo fratello Grant e sua madre Adeline.
Nonostante alcune incongruenze di continuità tra Deathstroke vol. 2 e vol. 3, Jericho mantiene i suoi poteri telepatici, che includono la lettura della mente e il controllo mentale degli altri. In seguito a una serie di esperimenti subiti, acquisisce abilità ancora più avanzate, come la capacità di annientare la coscienza altrui tramite un’esplosione psichica, evento che lo lascia profondamente sconvolto. La sua telepatia gli consente anche di bloccare individui dotati di poteri mentali e di leggere l’aura degli altri per rilevare intenzioni ostili. Inoltre, è in grado di proiettare un campo energetico come forma di autodifesa contro gli attacchi.

### DC Rebirth
In DC Rebirth, Jericho dimostra la capacità di separare il proprio sé spirituale incorporeo dal corpo fisico durante l’uso dei suoi poteri di possessione. A differenza del metodo tradizionale, che richiede un contatto visivo diretto, questa versione avanzata è descritta da Jericho come una “comunicazione del campo vicino”, che gli consente di possedere individui anche a una certa distanza. Quando utilizza questa tecnica, la persona posseduta parla con la voce di Jericho, e non con la propria. Tuttavia, durante la separazione, il corpo fisico di Jericho rimane dormiente e immobile, rendendolo vulnerabile ad attacchi se non protetto da altri.

## Altre versioni

### Terra Uno
In Teen Titans: Terra Uno, Jericho assume il ruolo di antagonista dei Teen Titans, dopo essere stato manipolato e sottoposto a un lavaggio del cervello dal Dr. Stone (di S.T.A.R. Labs) affinché sorvegliasse e combattesse contro gli altri membri del progetto sperimentale noto come Project Titans.

### Tiny Titans
Nella serie per bambini Tiny Titans, Jericho è uno dei membri più giovani e fa parte del gruppo dei Little Tiny Titans, insieme a Wildebeest, Kid Devil e Miss Martian. Come gag ricorrente, Jericho utilizza frequentemente i suoi poteri per possedere altri personaggi, spesso a scopo di divertimento e vantaggio per sé stesso e per i suoi amici, inclusi la sorella maggiore Rose Wilson e il padre Deathstroke.

## Altri media

### Animazione
Jericho appare, senza battute, nel film d'animazione direct-to-video Teen Titans: The Judas Contract. Nel film, viene utilizzato da Brother Blood come soggetto di prova per una macchina capace di trasferire all’utente i poteri sovrumani dei metaumani intrappolati al suo interno. Al termine dell'esperimento, Mother Mayhem gli spara alla testa, apparentemente uccidendolo. Tuttavia, nella scena post-crediti, Jericho sopravvive alla ferita e si manifesta con i suoi iconici occhi verdi luminosi, suggerendo l'attivazione o la sopravvivenza dei suoi poteri.

### Televisione
Jericho appare nella serie animata Teen Titans. Come nel fumetto originale, anche questa versione è muta e possiede la capacità di entrare nel corpo di qualsiasi essere vivente con cui riesca a stabilire un contatto visivo. Non viene mai mostrato parlare direttamente; riesce a comunicare solo attraverso le persone che possiede, incluse alcune che, ironicamente, sembrano normalmente incapaci di parlare. Il suo legame con Deathstroke (conosciuto nella serie come Slade) non viene mai menzionato. In Calling All Titans, Jericho viene reclutato da Beast Boy come Teen Titan onorario e affronta Fang e Private H.I.V.E.. In Titani insieme, è uno dei quattro eroi catturati dalla Confraternita del Male, ma si unisce agli altri sotto la guida di Beast Boy per lanciare un attacco finale contro la Fratellanza. È in grado di parlare mentre possiede il corpo di Cinderblock (doppiato da Dee Bradley Baker), poiché il personaggio dispone di corde vocali funzionanti. Tuttavia, i suoi poteri si rivelano inutilizzabili quando Gizmo gli mette un sacco in testa, impedendogli di stabilire contatto visivo con chiunque. Viene infine salvato dall'intervento di Cyborg, Starfire e Raven.
Jericho viene menzionato e adattato nella serie televisiva Arrow. Nell'episodio della prima stagione The Odyssey, Slade Wilson afferma che Billy Wintergreen è il padrino di suo figlio, Joe. In Tremors (seconda stagione), Oliver Queen cerca di contrastare la follia indotta dal Mirakuru di Slade, cercando di farlo concentrare sul ricordo di suo figlio, riuscendoci temporaneamente. In The Promise, mentre Slade sta "socializzando" con Oliver e Moira Queen, Moira gli chiede se ha figli, ma Slade nega, ottenendo uno sguardo disgustato da Oliver. Nel finale della quinta stagione, Lian Yu, Oliver rivela di aver rintracciato il luogo in cui si trova Joe e consegna a Slade una chiavetta USB con le informazioni, nella speranza che lo aiuti a convincerlo a unirsi alla missione per salvare i suoi amici e familiari. Nella sesta stagione, Joe Wilson appare in un arco narrativo in due episodi, interpretato da Liam Hall (da adulto) e William Franklyn-Miller (da bambino). In questo adattamento, Joe è un personaggio violento e antagonista, con una personalità più simile a quella del fratellastro Grant Wilson che alla tradizionale versione a fumetti di Jericho. Non è muto e dimostra una natura aggressiva. Nei due episodi Deathstroke Returns e Promises Kept, si scopre che Joe ha seguito le orme del padre, arruolandosi nel servizio segreto d'intelligence australiano (ASIS). Dopo il ritorno di Slade da Lian Yu, padre e figlio iniziano a collaborare, ma il loro rapporto si deteriora rapidamente: Slade, sotto l’effetto del Mirakuru, massacra il proprio team e abbandona Joe.
Durante una missione successiva, Joe adotta il nome "Kane Wolfman" (un riferimento al cognome da nubile della madre e al co-creatore del personaggio, Marv Wolfman), ma viene catturato. Dopo essere stato abbandonato dall'ASIS, viene liberato da un’organizzazione criminale nota come i Jackals (Sciacalli), della quale diventa in seguito il leader.
Quando Slade e Oliver si recano da lui, Joe accoglie il padre tra i Jackals, ignaro che questi intendesse fermarlo. Dopo aver tentato di uccidere Oliver, Joe affronta Slade in un violento scontro, durante il quale rivela di essere sempre stato consapevole delle missioni sanguinose del padre fin dall'infanzia. Anche se Slade e Oliver riescono a sconfiggerlo, Joe riesce a fuggire, non prima di rivelare che la madre gli aveva nascosto l’esistenza di un fratello. Slade si mette quindi alla sua ricerca, sperando un giorno di liberarlo dalla rabbia e dal risentimento.
Nel romanzo non canonico Arrow: Vengeance, si racconta che Slade è tornato in Australia e si è ricongiunto con la sua ex moglie Addie e il figlio Joe. Quando Wade DeFarge, capo dell'ASIS e superiore di Slade, scopre che quest’ultimo ha ucciso Wintergreen e ha usato risorse governative per rintracciare Oliver Queen, tenta di catturarlo. Nello scontro a fuoco che segue, Addie viene uccisa. Slade spara a DeFarge quattro volte, ma i proiettili oltrepassano il suo corpo e colpiscono mortalmente Joe, che si trovava dietro di lui, in piedi accanto al corpo della madre.

### Videogiochi
Jericho appare in DC Universe Online all'interno di uno scenario dell'episodio DLC dedicato ai Teen Titans, ispirato alla trama di The Judas Contract. In questa continuità, Jericho e sua madre Adeline Kane collaborano con i Teen Titans per fermare Deathstroke, motivati dal desiderio di vendetta per la morte di Ravager, proprio come avviene nella versione a fumetti.